# Marinos z Neapolis
Marinos z Neapolis (gr.: Μαρίνος ὁ Νεαπολίτης, Marinos ho Neapolitēs, ur. ok. 440, zm. po 486) – grecki filozof ze szkoły ateńskiej, neoplatonik, uczeń i biograf Proklosa.
Marinos urodził się w Neapolis (Sychem w Samarii). W wieku 20 lat przybył do Aten i podjął naukę w tamtejszej szkole filozoficznej. Uczył się u Proklosa, a po jego śmierci w 485 roku, zastąpił go w kierowaniu szkołą. Był Samarytaninem, który przeszedł na pogaństwo, i autorem niezachowanych komentarzy do Platona.

## Życie
Marinos urodził się w Neapolis w Samarii, dzisiejsze Nablus w Palestynie. Jego rodzina należała do wspólnoty Samarytan, która miała swoje centrum religijne właśnie w Neapolis, leżącym w pobliżu zburzonego Sychem. Samarytanie żyli rozproszeni wśród ludu Izraela. W młodości Marinos znalazł się w konflikcie z Żydami, którzy zarzucali mu wprowadzanie innowacji do ich wiary. Prawdopodobnie około 460 roku przeniósł się do Aten, gdzie mieszkało wielu Samarytan i powrócił do wiary swoich rodziców. Wstąpił też do szkoły filozoficznej, której kierownikiem był w tym czasie Proklos.
Marinos szybko zdobył sobie reputację bardzo zdolnego ucznia. Po lekturze jego komentarza do mitu Era w Państwie  Platona, Proklos wyznaczył go na swego następcę, wahał się jednak ze względu na jego słabe zdrowie. Po śmierci Proklosa w 485 roku Marinos został jego następcą.
Studentami Marina byli Izydor, Damascjusz i Agapios. Pomiędzy Marinem i Izydorem doszło wkrótce do sporu na temat interpretacji doktryny platońskiej. Damascjusz, który uczył się u Marina geometrii i arytmetyki, miał wątpliwości czy wiele się u niego nauczył. Obydwaj z Izydorem uważali, że Marinos nie potrafi utrzymać szkoły na poziomie, na jakim znalazła się dzięki Proklosowi.
Jako neoplatonik, Marinos miał coraz większe trudności w wyznawaniu starej religii pogańskiej, której publiczne praktykowanie było już w tym czasie zakazane. Dodatkowe kłopoty wynikły dla Marina ze stosunków z bogatym Ateńczykiem Teagenesem, dobroczyńcą szkoły, który następnie, prawdopodobnie w związku z przejściem na chrześcijaństwo, odsunął się od niej. Ostatecznie, po 486 roku, Marinos opuścił Ateny i przeniósł się do sanktuarium Asklepiosa w Epidauros, skąd już do Aten nie powrócił. Ostatnią pewną datą z jego życiorysu jest rok 486, w którym wygłosił przemówienie w rocznicę śmierci Proklosa.

## Prace
Marinos napisał Życie Proklosa, w którym przywiązanie do mistrza i uwielbienie dla niego idą w parze z bezkrytycznością. Marinos przedstawia go jako boskiego męża - największego z mędrców, ulubieńca bogów i cudotwórcę. Księga Suda podaje informację, że biografię tą opracował również wierszem. Wiadomość zdaje się potwierdzać epigram IX 197 z Antologii Palatyńskiej.
Marinos pisał również komentarze do pism Platona, które jednak przepadły. Długi komentarz do platońskiego Fileba spalił po tym jak Izydor skrytykował jego pracę uznając istniejący komentarz Proklosa za wystarczający. Nie zachował się również jego komentarz do Parmenidesa. Przetrwał natomiast komentarz do Danych Euklidesa.

## Lista prac Marinosa
- Życie Proklosa (zachowane)
- Komentarz do Danych Euklidesa (zachowany)
- Komentarz do Fileba Platona (zniszczony przez autora)
- Komentarz do Parmenidesa Platona (zaginął)